# RS-454
Pour les articles homonymes, voir Route 454.
La RS-454 est une route locale de l'État du Rio Grande do Sul, située dans la mésorégion métropolitaine de Porto Alegre. Elle relie le centre de la municipalité de Nova Santa Rita au rio Jacuí. Elle est longue de 10 km.